# Distretto di Harburg
Il distretto di Harburg (in tedesco Bezirk Harburg) è il settimo distretto (Bezirk) di Amburgo.

## Storia
Fino al 1937 Harburg apparteneva alla provincia prussiana di Hannover, dove fungeva da capoluogo del distretto di Harburg. Nel 1927 fu fusa con la vicina città di Wilhelmsburg per formare la città di Harburg-Wilhelmsburg. In seguito alla legge sulla Grande Amburgo, Harburg fu incorporata nella città di Amburgo insieme ad altre città indipendenti come Altona. Nonostante l'incorporazione ad Amburgo, Harburg continuò ad essere il capoluogo del distretto hannoveriano di Harburg. Nel 1944, il capoluogo del distretto fu trasferito a Winsen upon Luhe.
Il 1º gennaio 2007 gli Ortsämter (quartieri) sono stati sciolti e l'organizzazione di tutti i distretti di Amburgo è stata ristrutturata. In precedenza i quartieri di Eißendorf, Gut Moor, Harburg, Heimfeld, Langenbek, Marmstorf, Neuland, Rönneburg, Sinstorf e Wilstorf appartenevano al Kerngebiet Harburg (zona centrale), mentre i quartieri di Altenwerder, Cranz, Francop, Hausbruch, Moorburg, Neuenfelde e Neugraben-Fischbek appartenevano al distretto Süderelbe (Elba meridionale).
Il 1º marzo 2008 il quartiere Wilhelmsburg di Harburg è stato trasferito al distretto Hamburg-Mitte, in conformità con il diritto civico.

## Suddivisione
Il distretto di Harburg è diviso in 17 quartieri (Stadtteil):
- Altenwerder
- Cranz
- Eißendorf
- Francop
- Gut Moor
- Harburg
- Hausbruch
- Heimfeld
- Langenbek
- Marmstorf
- Moorburg
- Neuenfelde
- Neugraben-Fischbek
- Neuland
- Rönneburg
- Sinstorf
- Wilstorf